# Gustaf af Wetterstedt
Gustaf af Wetterstedt, född 29 december 1776 i Vasa i Österbotten, död 15 maj 1837, var en svensk greve, en av rikets herrar, utrikesstatsminister samt ledamot av Svenska Akademien.

## Biografi
Gustaf af Wetterstedt var son till friherre Erik af Wetterstedt och borgardottern Anna Christina Bladh från Vasa. Fastän Wetterstedt redan vid sex års ålder fått kornettsfullmakt och 1794 blivit fänrik vid Nylands regemente, tjänstgjorde han aldrig som militär utan blev efter kansliexamen 1796 vid Uppsala universitet e. o. kanslist i utrikesexpeditionen.
Under studentåren och umgänget med flera av Juntans ledande män hade af Wetterstedt insupit så jakobinska idéer att fadern sände honom på en utländsk resa. Efter hemkomsten valde han den diplomatiska banan. Han befordrades till andre sekreterare i kabinettet för utrikes brevväxlingen 1801 och till kabinettssekreterare 1805; som sådan följde han Gustav IV Adolf under fälttåget i Tyskland och utnämndes kort efter statskuppen 1809 till statssekreterare. Förordnad till hovkansler samma år beledsagade han kronprinsen Karl Johan till mötet i Åbo 1812 och befann sig även vid hans sida under fälttågen i Tyskland, Holstein, och Norge 1813–1814. Från denna tid, eller rättare från 1812, kan af Wetterstedt anses som Sveriges verklige minister för utrikes ärenden. Den 3 mars 1813 undertecknade han jämte Lars von Engeström föreningsförbundet med England och den 4 april samma år fredstraktaten med Preussen. Den 14 januari 1814 slöt och undertecknade han fredsfördraget med Danmark i Kiel samt underskrev den 30 maj fredshandlingarna med Frankrike i Paris.
År 1814 utsågs han till en av de sex kommissarier som med Norges storting skulle underhandla om förening mellan Sverige och Norge och undertecknade akten den 4 november i Moss. Efter detta upphöjdes han till en av rikets herrar 1818, blev 1819 greve och utnämndes 1824 till statsminister för utrikes ärendena samt till chef för Kongl. Maj:ts kansli och kanslirätten. Under sina 13 år som utrikesstatsminister ingick han flera för Sverige viktiga fördrag, såsom konventionen med England om slavhandelns upphörande och den nya handels- och sjöfartstraktaten med samma land, underskrev gränsregleringskonventionen med Ryssland, handels- och sjöfartstraktater med Danmark, Preussen, Nordamerikas Förenta stater, Ryssland, Hannover, och så vidare.
af Wetterstedt var även verksam på Riddarhuset och skall 1812 ha genomdrivit indragningsmaktens införande. Som hovkansler opponerade han sig mot statsrevisorernas granskningsrätt. Han avled 1837 och slöt då sin grevliga ätt.
Redan 1811 blev han en av de aderton i Svenska akademien, varefter han blev hedersledamot av Lantbruksakademien 1812 samt ledamot av Musikaliska Akademien 1813, Vetenskapssocieteten i Uppsala 1816 och Vetenskapsakademien 1817 samt en mängd utländska vittra och lärda samfund. Den 24 april 1810 blev af Wetterstedt hedersledamot av Kungliga Vitterhets Historie och Antikvitets Akademien. Han var även serafimerriddare och kommendör av Nordstjärneorden.
Han gifte sig 1811 med friherrinnan Charlotta Aurora De Geer och gjorde sitt hem till medelpunkten för Stockholms förnäma umgängesliv. Paret är gravsatta i Wetterstedska gravkoret på Norra begravningsplatsen i Solna.

## Bilder

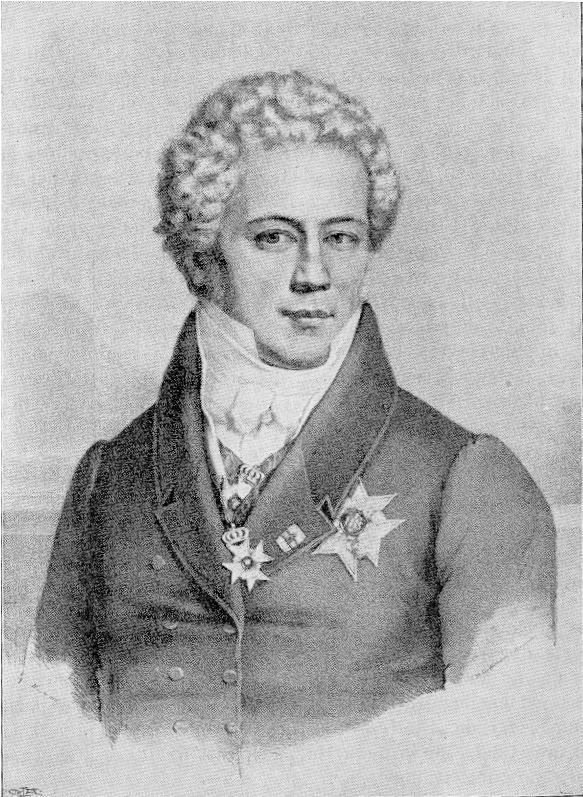
I Hildebrands Sveriges historia intill det tjugonde seklet (1910).
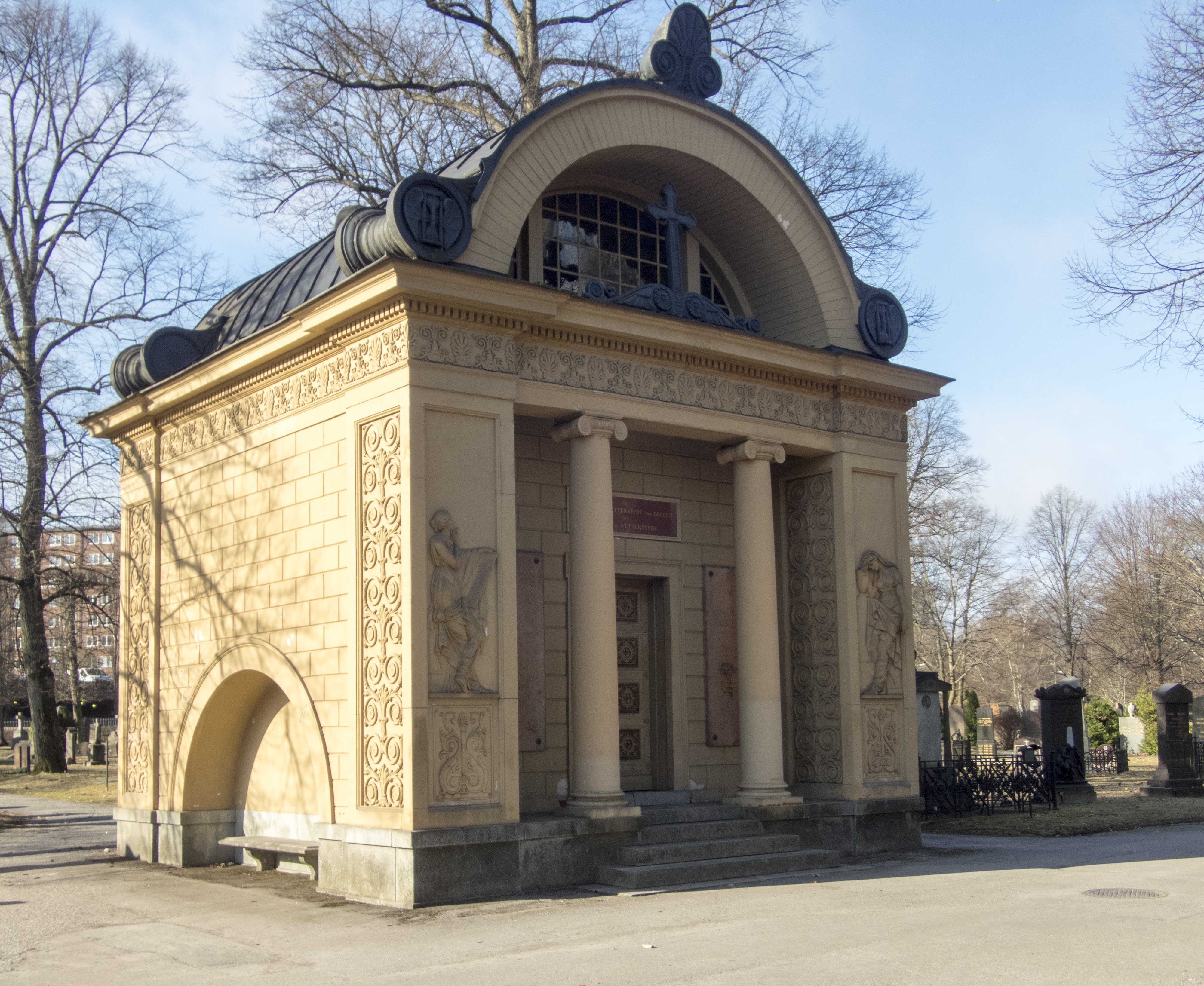
Wetterstedska gravkoret